# Галицька кухня
Галицька кухня — регіональна кухня територій, які колись були частиною Королівства Галичини та Володимирії у складі Австро-Угорщини, становлячи, як типову прикордонну кухню, суміш польської та української кухні, з великим впливом австрійської, угорської, єврейської та інших кухонь.
Географічно, галицька кухня поділяється на кухні Підгалля, Гуцульщини, Краківщини (Малопольща, Західна Галичина) та львівську кухню (Східна Галичина). Єврейська та вірменська меншини в Галичині мали свої окремі кулінарні традиції.
Географічною межею галицької кухні є Карпати. Західна частина регіону, центром якої є Краків, опирається на субальпійський масив Карпат, а Східна частина Галичини, центром якої є Львів, розташована на Волинсько-Подільській височині, яка на півночі межує з Волинською височиною, а на південному сході — зі Східними Карпатами.

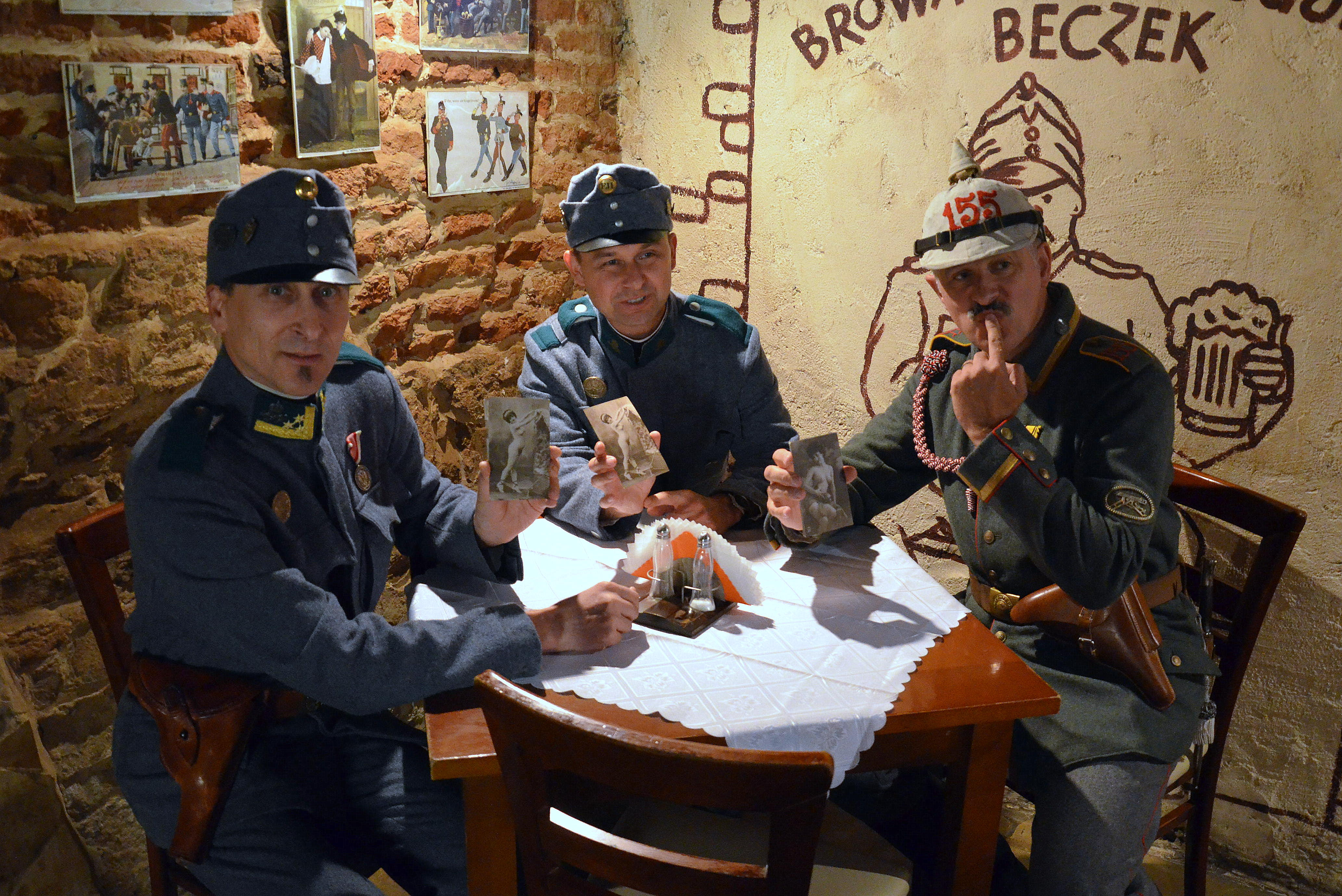
У кнайпі галицької кухні у стилі часів Австро-Угорської імперії

Навіть масивні переміщення населення внаслідок післявоєнних змін не знищили традиційних кулінарних звичок повністю. Галицька кухня дедалі частіше видозмінюється, урізноманітнюється космополітичними акцентами.

## Історія
Найдавніша модель продовольчого господарства з'явилася на цих територіях у V тисячолітті до н. е., перенесена громадами, які прибули з районів сучасних Балкан та Угорської рівнини, принісши здатність вирощувати та розводити тварин. Найпоширенішими стравами були яловичина одомашнених турів, свинина і баранина, які прийшли разом із жителями Південної Європи. В епоху бронзи поряд з пшеницею, житом і ячменем з'явилися просо й овес. Розводили також курей і гусей. Вирощували квасолю, сочевицю, мак, олійну культуру, турнепс, ріпу олійну, льон. У ранній залізній добі сіль імпортували з гальштатських копалень у сучасній Австрії, а місцеву сіль варили з ропаних джерел.
Приблизно в середині V століття до н. е. відбувся черговий цивілізаційний стрибок у розвитку землеробства, який тривав кілька століть, носіями якого були кельтські племена. Кельти-переселенці принесли з собою навички випікання хліба на заквасці та вирощування клокички перистої. На початку I тисячоліття римські впливи досягли території Галичини через германські племена, з того періоду популяризовано часник, хрін і кріп. Революцію в кухні раннього середньовіччя здійснила поява купольних печей, які дозволили випікати більш якісні та пухкі хліби.
На рубежі X–XI століть на столах з'явилася капуста, змішана з крупою, шматочками риби, м'яса або сала. З роками юшка з квашеної капусти стане основною одноварною стравою підгалянців. Ця страва пошириться на все Підкарпаття, і кожна господиня матиме власний рецепт відповідно до достатку власної комори. На середньовічному столі в основному наявний горох у різних формах. Найдавніший збережений рецепт бурякового борщу датується кінцем XVI століття і тоді називався кислим супом.

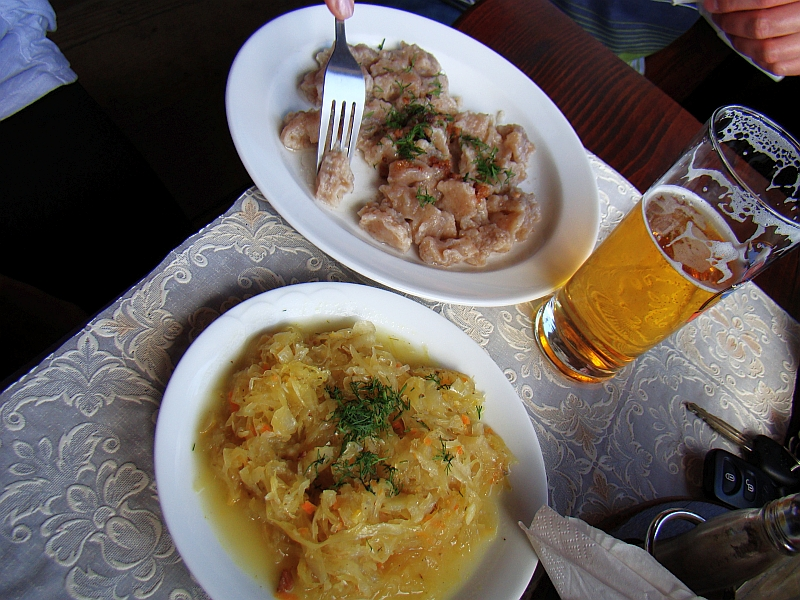
Шпецле з рисового борошна та тушкована капуста на гарнір

Починаючи з XVII століття, серед шляхти буде дуже популярна колекція страв у «Compedium» шеф-кухаря Станіслава Чернецького, написана в замку у Вісьничі, видана в Кракові, яка до XIX століття матиме аж двадцять видань. У Польщі картопля з'явилася після переможної Віденської битви в 1683 році. Саме тоді Ян III отримав першу насіннєву картоплю від імператора Леопольда I прямо з імператорських садів у Відні. Також Чернецький створює для королівського двору перші страви з тертофели, як тоді називали картоплю. На кухні цю виразність смаків нададуть оцет, вино, цукор, спеції та аромати. Залежно від розміру гаманця винне сусло не використовувалося для приготування їжі, а замінювалося фруктовим оцтом для приготування страв. Картопля, згідно зі звітом 1767 року фон Лендорфа, який занотував це між Тропавою і Краковом, «є їжею простої людини і їдять її тричі на день».
У випадку Польщі, порівняно з іншими західноєвропейськими країнами, відмінності в регіональних кухнях є залишками старих розділень. Перший поділ Речі Посполитої у 1772 році та визнання польським сеймом анексії Галичини, поклав початок змінам у звичаях, а також у кулінарній традиції. При цьому кордони ХІХ століття залишають незмінні сліди до наших днів.
У 1866 році Ян Анджей Пелар видає в Жешуві «Кулінарну книгу», в якій викладає кулінарний досвід «багатих і бідних» на сьогоднішній день. Кілька десятків років потому кухар графа Антонія Потоцького Антоній Теслар у 1910 році видає книжку під назвою «Польсько-французька кухня». У ХІХ столітті галицька кухня також стала популярною у Франції, де сервірували найвишуканіші страви, зокрема, Цесарку по-краківськи з галушками та білими грибами. Львівську кухню охопив вплив із Відня.
На зламі ХІХ та ХХ століть в Східній Галичині починають з'являтися україномовні кулінарні книжки. Однією з найперших можна вважати надруковану 1872 року в Коломиї книгу Емілії Левицької «Русская пекарня».  
Іншим вагомим виданням галицької кулінарної літератури можна вважати книгу «Кухарка Руска обнимаюча шкоду вареня дешевих, смачних і здорових обідів зібрана через Фльорентину и Ванду». 
У 1910 році Леонтина Лучаківська видала кулінарну книжку «Домашня кухня або як варити і печи», що набула широкої популярності. Потім вона кілька разів видавалася в Канаді, як частина «Українсько-Англійської Кухарки», а саме як «Кухня Старокраєва».  
В 1929 році вийшла книга Ольги Франко «Перша Українська Загально-практична кухня», яка допомогла «в певному сенсі, формалізувати галицьку кухню», це був перший опис міської галицької кухні. 
Після окупації Польщі у 1939 році та анексії західноукраїнських земель, галицька кухня впала у забуття, однак із відновленням незалежності Польщі та України, почався процес відродження.

### Пиво
Серед напоїв використовували пиво, яке було основним і поширеним напоєм. Варили його з пшениці або, по-німецьки, з ячменю. Зокрема у Львові пиво варять із кінця XIV століття. У XVIII столітті середньостатистичний житель панських дворів і великих міст споживав 20 літрів горілки і понад 700 літрів пива, а селянин випивав за рік одночасно 3 л горілки і 100 л пива. У той час пиво вживали «від сніданку до обіду, від вечері до подушки». Пиво варили в кожному хуторі, міських пивоварнях, багатьох селянських господарствах. Через фальсифікат у Малопольщі цінували лише справжнє англійське пиво, імпортоване прямо з Лондона. Також імпортувалося пиво з Чехії та Сілезії. У другій половині ХІХ століття пивоварні в Живці та Окоцимі зміцнили свої позиції на ринку, а горілчано-лікерна фабрика Юзефа Бачевського у Львові набула міжнародного статусу. Пивоварня Ерцгерцога в Живці, заснована в 1852—1856 роках Карлом Габсбургом, швидко набуває слави, спершу в Галичині, де конкурує з пивом баронів Гьотц-Окоцимських і Львівських пивоварень.

### Вино

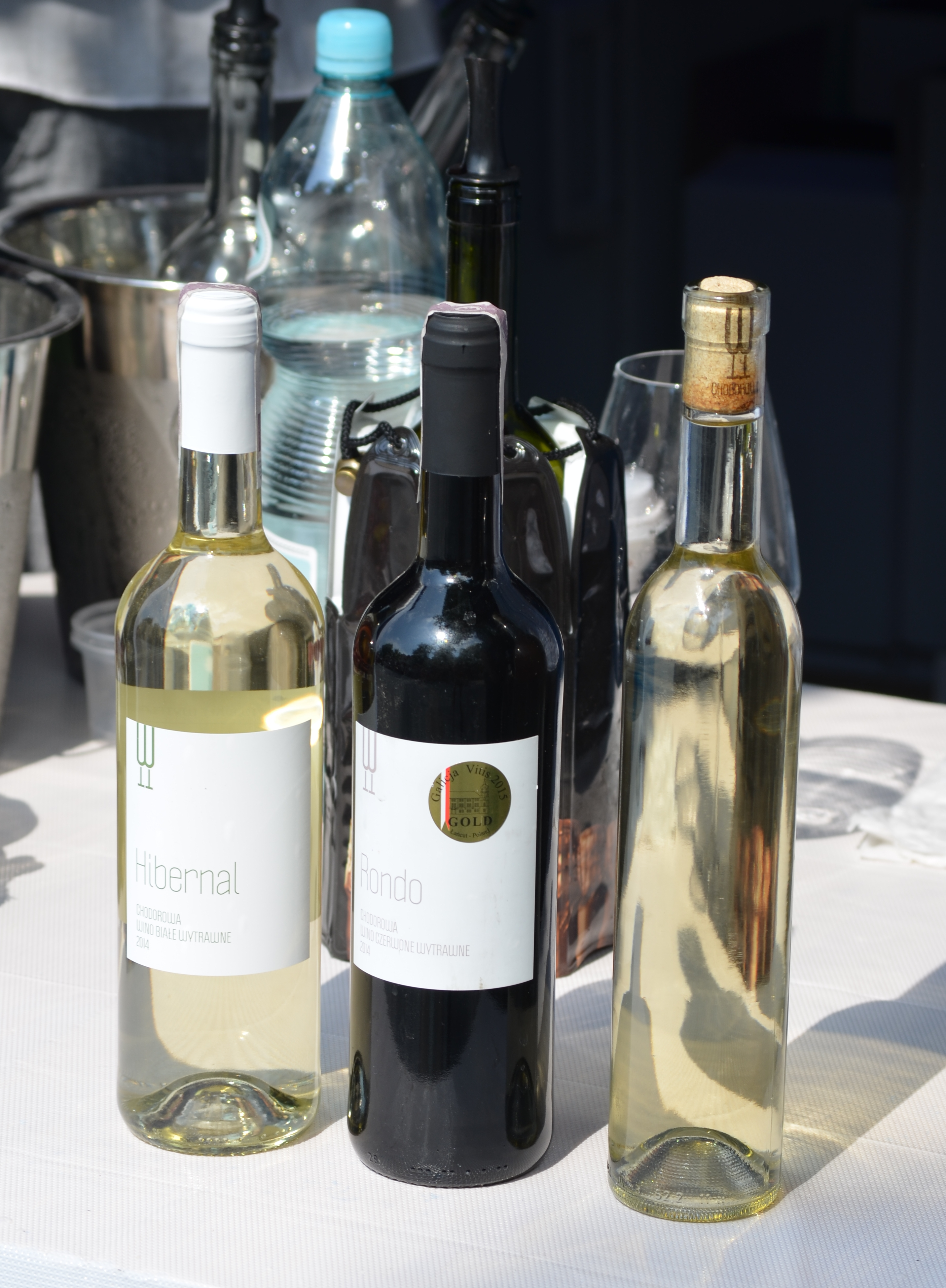
Вино з Бескидів на Днях вина у Ясло

Виноградна лоза потрапила до Малопольщі з Південної Європи, імовірно, з Великої Моравії. За даними археологічних розкопок, ще на рубежі IX–X століть у Малопольщі вирощували виноградну лозу, оскільки цим часом походять залишки виноградника, виявлені на схилах Вавеля. Перші задокументовані історичні відомості про виноградарство та виноробство в південно-східній Польщі походять із межі XI/XII століть у Львові та Кракові. У середині XII століття краківські виноградники були вже настільки відомі, що арабський географ Мухаммад аль-Ідрісі, описуючи Краків, згадує, що місто є «гарним, великим, з багатьма будинками, жителями, ринками, виноградниками та садами». Тинецькі бенедиктинці також садили виноградники у своїх маєтках і в долині Вислоки. Тинецьке абатство протягом століть було одним із найважливіших центрів виноробства в регіоні.
Далі на схід головними осередками культури були Перемишль і Львів. У Перемишлі виноградники займали пагорб, відомий сьогодні як Вінна Ґура. У XIII столітті великими виноградниками в Перемишлі володіли єпископи візантійського обряду, а також монастирі францисканців і домініканців. Колись на пагорбах навколо Львова були виноградники, з яких «сто бочок вина, і то не найкращого, щороку обкладали десятиною руські князі». У XIV столітті на Підкарпатті вино вже виробляли городяни. У той час німецькі переселенці розводили виноград в околицях Кросна. У локаційному документі 1389 року згадуються виноградники, що належали міщанам Перемишля. Залишки старих колоній — це назви полів у межах сіл, де вирощували виноградну лозу, наприклад, Виноградники в Янушковичах, Йодловій, Лісові, Лівочі тощо. У XVI та XVII століттях у Польщі, окрім вин з території Угорщини, також популярними були вина з околиці грецького міста Мальвазія. У XVI столітті Львів був відомий як великий склад вин Мальвазії.
Із саксонських часів найпопулярнішими були вина, привезені з території імперії — угорські та австрійські вина, куплені безпосередньо у виробників, які потім потрапляли на «столи Кракова, Сандомира та Русі, в Україні були популярні волоські та монастирські вина».

### Сири

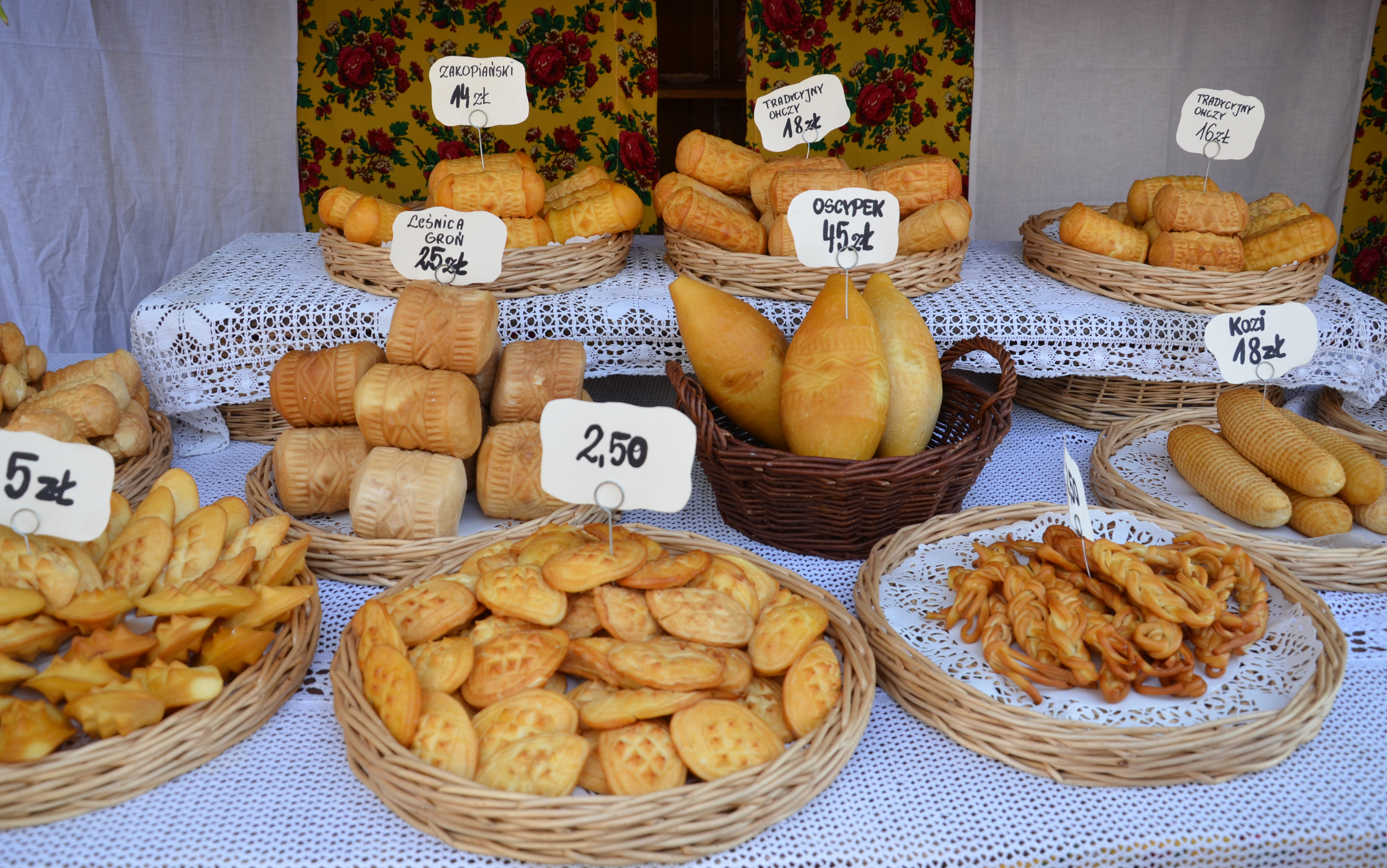
Вибір різноманітних сирів у Кракові

Галичина також була відома розведенням овець і великої рогатої худоби, розведення якої давало не тільки вовну і сир, а й м'ясо. У східній частині переважали аборигенні східнокарпатські породи, а на заході — вівці саксонської породи. Аґенор Ґолуховський також імпортує облагороджені сорти симентальських корів.
За словами історика Марціна Бельського (1551), поселення німецьких колоністів підняло загальний рівень економіки країни. «І тому Болеслав посадив їх (німців) туди, щоб вони боронили кордони від Угорщини та Русі; але через те, що був грубий, невиразний народ, звернули його до поля та до корів, бо сири дають добро, особливо в Спижі та в Підгір’ї…» Понад тридцять років потому, у 1582 році, історик Мацей Стрийковський писав, що німецькі селяни, ув'язнені в Переворську, Перемишлі, Сяноку та Ярославі, були «добрими фермерами». У 1632 році подібну думку висловив Шимон Старовольський у праці Polonia. Характерними для кухні польських гір є сири з волоськими традиціями, такі як осципек, редиколка, бундз, ґолка та бринза Подгальська.
У міській кухні набрав популярність так званий віденський сирник.

## Традиційні регіональні страви
Одним із класичних інгредієнтів галицької кухні є різного роду каші, незважаючи на те, що у польській кухні крупа вважалася примітивною їжею, яку вживали переважно бідні та хворі, створюючи таким чином поділ між уподобаннями Східної та Західної Галичини.
У 1842 році в кулінарній книзі, опублікованій Яном Міліковським, анонімний автор представив кілька сотень рецептів картопляних страв: від пюре до салатів, «штерців», пирогів, запіканок, пудингів, кнедлів, кльоцок, кугеля, до тістечок і страв із картопляного лушпиння. Можливість використання картоплі зробила революцію у виробництві алкогольних напоїв по всій Галичині.

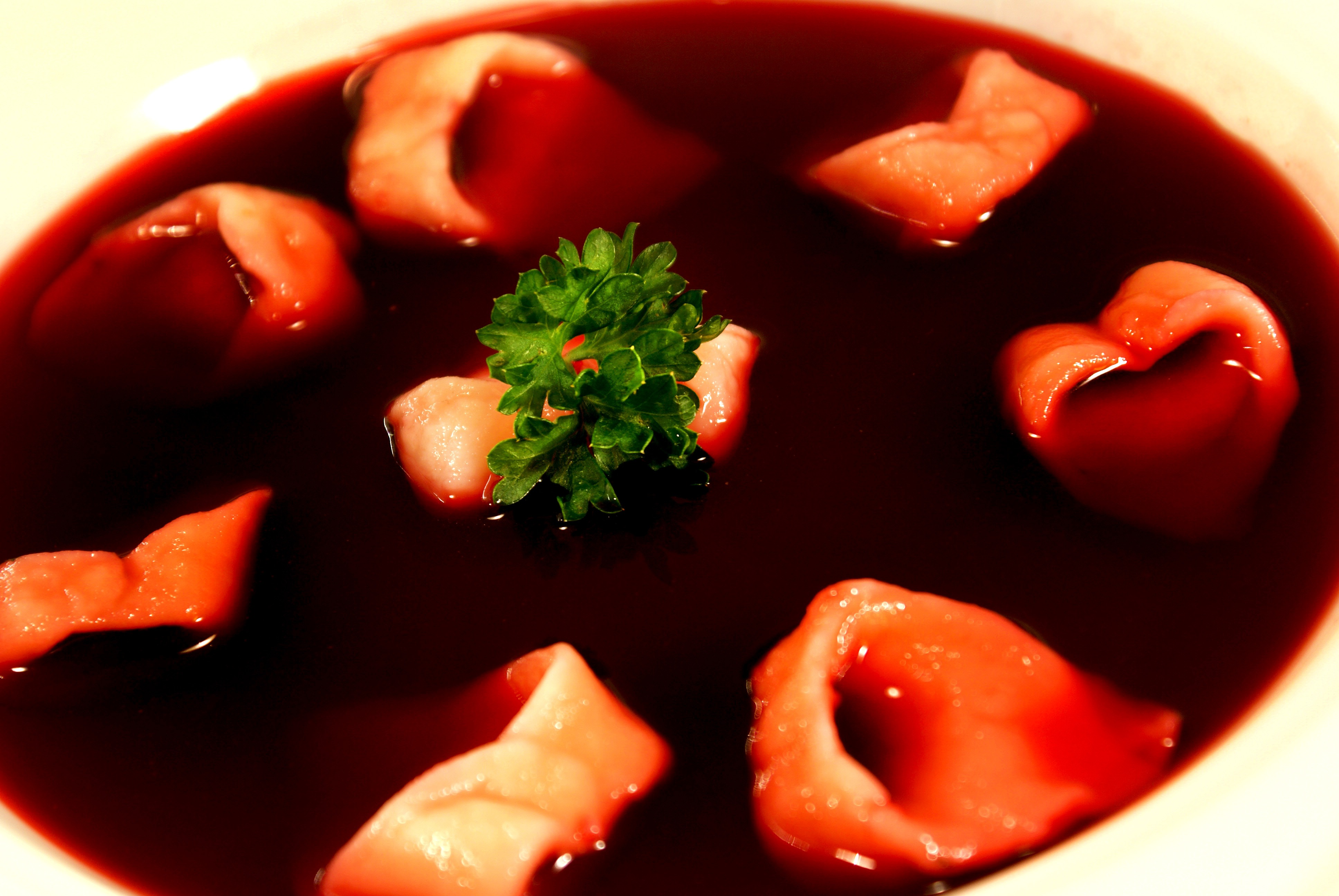
Галицький борщ із вушками

Різниця між українською та галицькою кухнею проявляється у приготуванні борщу: якщо в український додають квасолю з тертим буряком, картоплею і капустою, то на заході України, крім вушок, в цей суп більше нічого не додають. Руські — це вареники з начинкою з сиру, капусти, картоплі або вишні. На заході країни домінують тушкована капуста, бігос, підгальські галушки, шпецле та кнедлі. Борщ, голубці, свинячі відбивні смакували з обох сторін. В українській кухні переважали борошняні страви зі свинячим жиром або салом. З більш скромних страв арумшальц і молодий салат із сметаною, млинці з житнього борошна зі свинячим салом і жирною сметаною, цибульники (цибулеві оладки). Смакотами став борщ із сухою ковбасою з німецьким шпеккухеном, тобто дріжджових пиріжків із салом та цибулею. У їжу також вживали велику кількість молочних продуктів, особливо сметани і вершків, які подавали поверх сирих фруктів і густих киселів. Кожен суп і кожен соус рясно заправляли вершками, а також вершки їли разом з усіма млинцями та салатами, в тому числі єдиним зимовим салатом — редьковим. Серед десертів вживали домашній сир з вершками з цукром і корицею. Також від 1776 року в Галичині почали виготовляти йогурт.
У великій кількості використовувалися жири, в залежності від достатку це було вершкове масло, сало і сметана. На північно-східних краях були помітні деякі татарські впливи, зокрема колдуни та велика кількість баранини, яка використовується в цій кухні. Крім колдунів, були поширені караїмські пиріжки, що нагадують чебуреки у кримських татар. Також споживали кров'янку з гречаної крупи, ляща, запеченого на салі, щуку, фаршировану та смажену на салі, тушкованих курчат у раковому соусі, паштети з дикої качки. У русинській кухні щодня їли борщ із житнього борошна (киселиця), буряковий борщ, картоплю з кислим молоком чи капустою, крупи, картопляну юшку чи зупу з вівсянкою. Хліб заміняли млинцями з вівсяного борошна, перемеленого і випеченого на плиті. На свята подавали зрази з баранини.

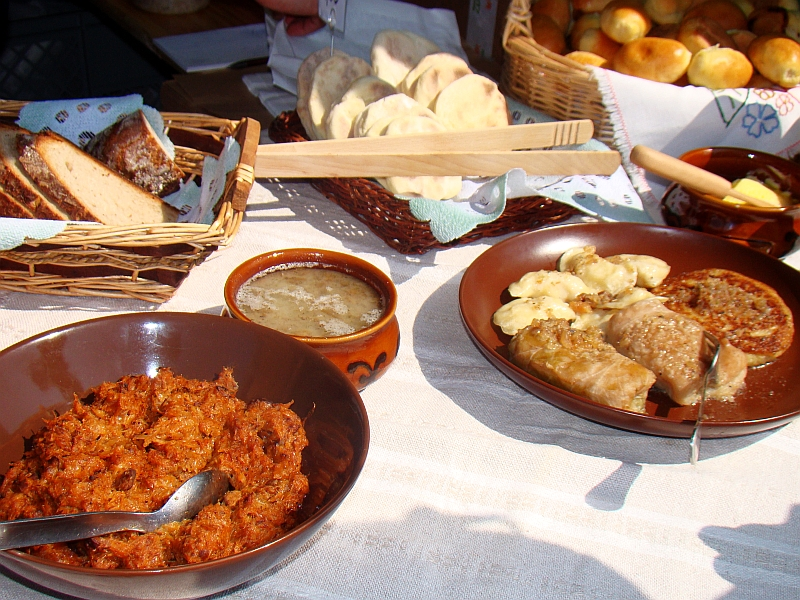
Набір галицької їжі, Санок

Для більшості жителів Бескидів і Підкарпаття це завжди була скромна, проста і традиційна їжа. На думку Тараса Возняка, суто галицькими стравами є жур, бойківські книші, мачанка та капуста. Картопля і капуста були основою чи не кожного меню, а картопляне тісто пекли по-різному в залежності від регіону. Маріанна Душар відзначає серед основних галицьких страв палюшки, лазанки, картопляні пироги, фаршировану рибу, яринові (овочеві) супи, флячки, паштети. Також основою меню був густий суп, який був водночас ситним і поживним. Найчастіше подавали капусняк, квасницю та супи з квашеною капустою, до яких додавали свинну кістку або шкірку сала. Проте м'ясо для селянської кухні було святковим продуктом, його часто маринували, коптили та консервували. На свята пекли солодкі пироги з начинкою та пряники з корицею.
Напередодні Різдва до столів у Галичині подавали, серед іншого, маківник із джемом чи популярний віденський торт «Пішінгер», який у Львові відомий під назвою «Андрути». Марія Грушецька в книзі під назвою «Kucharz krakowski» у своєму святвечірньому меню згадує борщ з вушками, мигдалеву юшку, рибні пироги, чорну капусту з каштанами, смажену щуку, судака з яйцями, кнедлі зі сливами. На десерт у Святвечір подавали маковий смаколик і пудинг з ванільним шодо. У Східній Галичині популярна солодка кутя. Насолоджувалися святковим глінтвейном з додаванням апельсинового соку та спецій.